# Buffs (fotbalový klub)
Buffs (celým názvem: Buffs, Royal East Kent Regiment; čínsky znaky tradiční 巴符) byl hongkongský vojenský fotbalový klub, který sídlil ve stejnojmenné britské kolonii. Jednalo se o fotbalovou organizaci pěšího pluku Buffs, Royal East Kent Regiment, který byl součástí Britské armády. Samotný pluk existoval v letech 1572–1961.
V roce 1908 došlo k založení hongkongské nejvyšší fotbalové soutěže, který opanovali právě hráči z pluku The Buffs. Druhý a poslední titul klub získal v sezóně 1910/11. Organizace zanikla v roce 1948 po redukci vojenských klubů v hongkongském fotbale do jediné organizace nazvané Army Force.

## Získané trofeje
- Hong Kong First Division League / Premier League ( 2× )
  - 1908/09, 1910/11

## Umístění v jednotlivých sezonách
Stručný přehled
Zdroj: 
- 1908–1911: Hong Kong First Division League
- 1947–1948: Hong Kong First Division League

Jednotlivé ročníky
Zdroj: 
Legenda: Z - zápasy, V - výhry, R - remízy, P - porážky, VG - vstřelené góly, OG - obdržené góly, +/- - rozdíl skóre, B - body, červené podbarvení - sestup, zelené podbarvení - postup, fialové podbarvení - reorganizace, změna skupiny či soutěže
| Britský Hongkong (1908 – 1948) |                                 |        |     |     |     |     |     |     |     |     |        |
| Sezóny                         | Liga                            | Úroveň | Z   | V   | R   | P   | VG  | OG  | +/- | B   | Pozice |
| 1908/09                        | Hong Kong First Division League | 1      | 14  | 13  | 1   | 0   | 57  | 3   | +54 | 27  | 1.     |
| 1909/10                        | Hong Kong First Division League | 1      | 10  | 8   | 0   | 2   | 35  | 12  | +23 | 16  | 2.     |
| 1910/11                        | Hong Kong First Division League | 1      | ... | ... | ... | ... | ... | ... | ... | ... | 1.     |
| ...                            |                                 |        |     |     |     |     |     |     |     |     |        |
| 1947/48                        | Hong Kong First Division League | 1      | 28  | 8   | 0   | 20  | 56  | 109 | -53 | 16  | 14.    |